# Patricio Hacbang Alo
Patricio Hacbang Alo (* 2. Dezember 1939 in Cebu City, Philippinen; † 13. April 2021 ebenda) war ein philippinischer Geistlicher und römisch-katholischer Bischof von Mati.

## Leben
Patricio Hacbang Alo besuchte von 1952 bis 1957 das San Carlos Minor Seminary in Cebu City. Er studierte ab 1957 Philosophie und Katholische Theologie am Central Seminary in Manila und erwarb 1961 ein Lizenziat im Fach Philosophie. Anschließend wurde Alo für weiterführende Studien nach Rom entsandt und 1964 an der Päpstlichen Universität Heiliger Thomas von Aquin in Rom zum Doktor der Theologie promoviert. Patricio Hacbang Alo empfing am 14. März 1964 in Rom das Sakrament der Priesterweihe für das Erzbistum Cebu.
1971 wurde Patricio Hacbang Alo Kanzler des Erzbistums Cebu. Papst Paul VI. verlieh ihm am 4. November 1975 den Ehrentitel Ehrenprälat Seiner Heiligkeit. Von 1976 bis 1980 war Alo zudem Pfarrer der St. Therese Parish in Cebu City und von 1980 bis 1981 Pfarrer der Capitol Parish.
Am 14. April 1981 ernannte ihn Papst Johannes Paul II. zum Titularbischof von Thibiuca und bestellte ihn zum Weihbischof in Davao. Der Erzbischof von Cebu, Julio Kardinal Rosales y Ras, spendete ihm am 7. Juni desselben Jahres die Bischofsweihe; Mitkonsekratoren waren der Koadjutorerzbischof von Cebu, Manuel S. Salvador, und der Bischof von Tagum, Pedro Rosales Dean.
Am 9. November 1984 ernannte ihn Papst Johannes Paul II. zum ersten Bischof des im selben Jahr errichteten Bistums Mati.
Papst Franziskus nahm am 19. Oktober 2014 seinen vorzeitigen Rücktritt an.